# Nationalmuseum Kabul

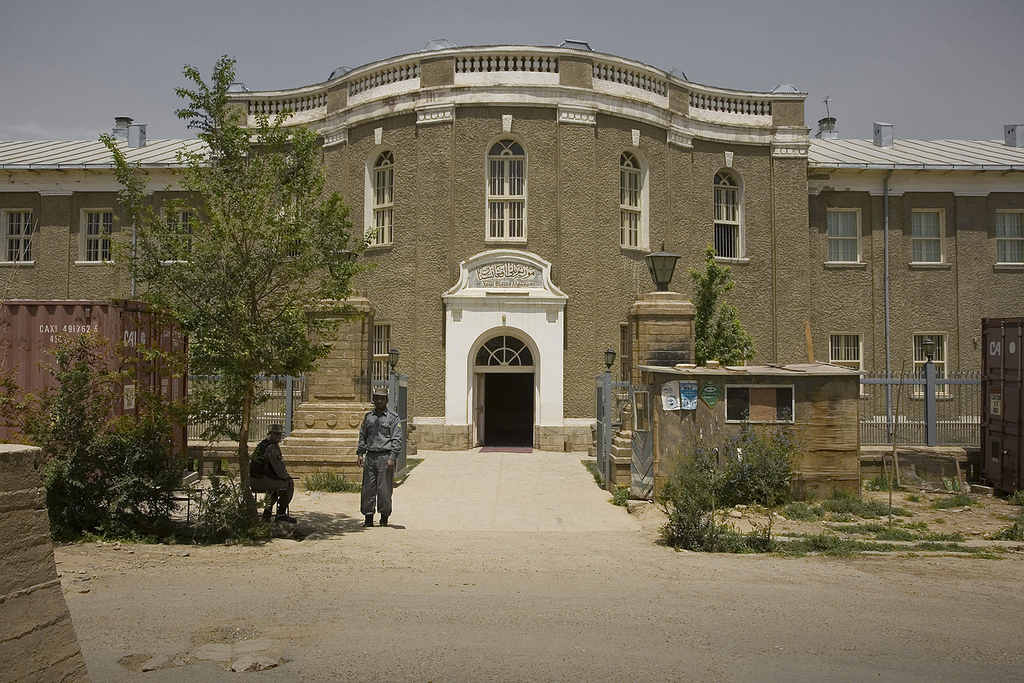
Eingang des Nationalmuseums Kabul

Das Nationalmuseum Kabul (Mūzah-'i Kābul) ist das archäologische Nationalmuseum von Afghanistan in der Hauptstadt Kabul.

## Geschichte und Beschreibung

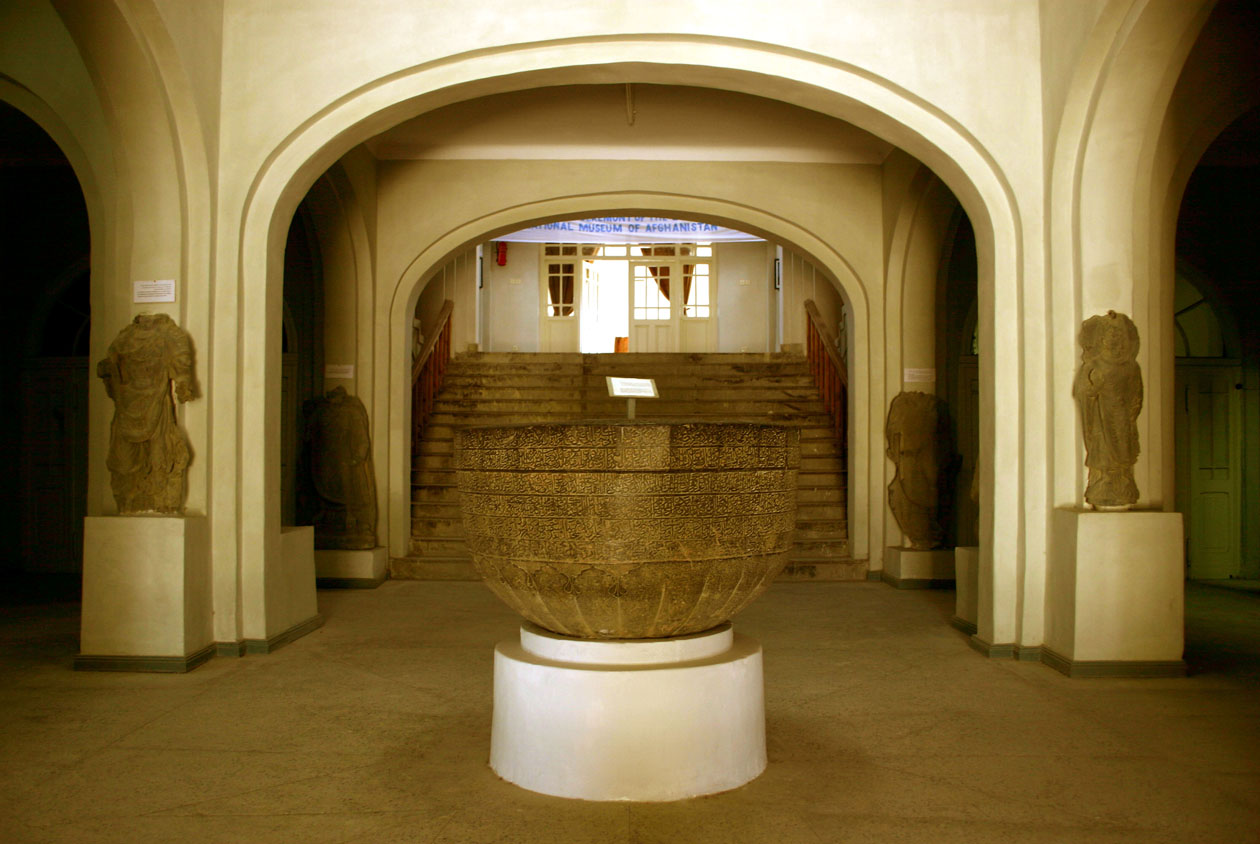
Innenansicht des Nationalmuseums Kabul

Das Nationalmuseum Kabul wurde im Jahre 1920 gegründet. Es befindet sich in einem zweistöckigen Gebäude in der historischen Altstadt von Kabul. Die in Zentralasien bedeutende Sammlung mit über 100.000 Exponaten wurde im August und September 1996, während der Herrschaft der Taliban in Afghanistan, geplündert. Teile der Ausstellung wurden deshalb in das von 1999 bis 2006 im schweizerischen Ort Bubendorf bestehende Afghanistan-Museum ausgelagert und im Jahr 2007 nach einer Verbesserung der Sicherheitslage in Afghanistan nach Kabul zurückgebracht. Im Jahr 2003 spendete die internationale Gemeinschaft 350.000 US-Dollar zur Renovierung des Gebäudes. Die Sammlung verfügt über viele Schätze aus Elfenbein sowie über Antiquitäten der Kuschana-Zeit, dem frühen Buddhismus und dem Islam.

## Bedeutende Exponate (Auswahl)
- Rabatak-Inschrift
- Silbertafel aus Ai Khanoum
- Sonnenuhren von Ai Khanoum
- Tepe-Fullol-Schatz
- das „baktrische Gold“ aus den Gräbern des Tilla Tepe
- Teile des Schatzes von Begram